# Le Folgoët

Le Folgoët este o comună în departamentul Finistère, Franța. În 1 ianuarie 2022 avea o populație de 3.290 de locuitori.